# Pierre Taillefer
Pierre Taillefer, arithméticien français à cheval entre le XVe et le XVIe siècle, est un professeur de mathématiques de l'université de Paris,
En 1615, il édite les Méthodiques institutions de la vraye et parfaite arithmétique de Jacques Chauvet, divisées en six parties. Reveue, corrigee, et amplifiée d'exemples géometriques, extraction des racines quarrées et cubes, et autres choses appartenantes à la géometrie, avec les figures et pratique d'ic elles. Ce texte es réédité plusieurs fois, dont ceux éditions à Paris, chez Julien Bertault en 1606 puis chez Jean Levesque en 1622 et deux éditions à Rouen, chez Martin de La Motte, en 1636, et chez Clement Malassis en 1645.
Le livre du mathématicien Jacques Chauvet (écrit en 1578) présente des problèmes arithmétiques le plus souvent tirés de la vie militaire. Pierre Taillefer augmente le texte en prenant des exemples dans la vie courante et le commerce.
En 1629, Pierre Taillefer, publie Trois Traictez d’arithmétique : le premier traité présente les fractions décimales selon Simon Stevin, le deuxième la technique de l’abaque dite des bâtons de Napier, le dernier sur la numération romaine. 
Lors de sa traduction de l'algèbre Nouvelle, en 1630, Antoine Vasset alias Claude Hardy, cite Taillefer, précisant que. 
« Il ne Faut pas ignorer l ancienne doctrine pour être capable d'apprendre celle cy... De forte que l'algèbre des meilleurs auteurs tient seulement le milieu entre celle de Monsicur Viète et la plus simple arithmetique de Jean Tranchant ou de Pierre Taillefer|Taillefer. »

## Sources
- La fiche Worldcat de Pierre Taillefer, à lire en ligne ici

1. ↑  Catherine Goldstein, Les Fractions décimales: un art d’ingénieur?, hal-00734932v2, 2010 (lire en ligne)
2. ↑  Antoine Vasset et François Viète, édition complète traduite en français